# Lagosinia aristolochiae
Lagosinia aristolochiae är en insektsart som först beskrevs av Robert Newstead 1917.  Lagosinia aristolochiae ingår i släktet Lagosinia och familjen skålsköldlöss. Inga underarter finns listade i Catalogue of Life.